# 솔잎이끼과
솔잎이끼과(Pseudolepicoleaceae)는 망울이끼목에 속하는 우산이끼류과의 하나이다. 2개 속으로 이루어져 있다.

## 하위 속
- Archeophylla
- Blepharostoma
- Chaetocolea
- Herzogiaria
- Isophyllaria
- Pseudolepicolea
- Temnoma